# Ziegfeld Follies
Pour les articles homonymes, voir Ziegfeld et Ziegfeld Follies (film, 1945).
Les Ziegfeld Follies sont une série de productions théâtrales de Broadway à New York de 1907 à 1931. C'est devenu une émission de radio en 1932 et en 1936 avec The Ziegfeld Follies of the Air (en).
Inspirés par les Folies Bergère de Paris, les Ziegfeld Follies furent conçues et créées par Florenz Ziegfeld, d'après l'idée de sa femme à l'époque, la comédienne Anna Held. Le spectacle était produit par Klaw and Erlanger.
Ces spectacles et la vie de Florenz Ziegfeld ont fait l'objet de deux films hollywoodiens, Le Grand Ziegfeld (1936) et Ziegfeld Follies (1945).

## Histoire
Les Follies étaient des revues somptueuses, un mélange des futurs spectacles de Broadway et un spectacle-variété de vaudeville plus raffiné. Plusieurs des meilleurs comédiens de l'époque notamment Eddie Cantor, Fanny Brice, Bert Williams (en), Will Rogers, Ruth Etting, Helen Morgan, Marilyn Miller, W. C. Fields, Ed Wynn, Nora Bayes et d'autres, sont apparus dans le spectacle. Les Ziegfeld Follies sont aussi réputées pour leurs magnifiques danseuses de cabaret connues sous le nom de Ziegfeld girls qui, au fil des années, a vu dans ses rangs de futures stars comme Marilyn Miller, Marion Davies, Mae Murray, Paulette Goddard, Joan Blondell, Barbara Weeks, Nita Naldi, Dorothy Mackaill, Eve Arden, Billie Dove, Gilda Gray, Barbara Stanwyck, Cyd Charisse et Louise Brooks. N'étant pas "au niveau", Norma Shearer et Alice Faye furent refusées.
Les filles portaient habituellement des costumes raffinés du styliste Erté, qui pouvaient devenir le sujet de conversation principal du théâtre de Broadway les jours qui suivaient.
Après la mort de Ziegfeld, sa veuve Billie Burke autorisa l'usage de son nom pour les Ziegfeld Follies en 1934 et en 1936. Le nom fut, plus tard, utilisé par des promoteurs de New York, Philadelphie et encore à Broadway, mais sans relations précises avec les Follies originales. Ces derniers efforts furent un désastre. Quand plus tard elle voyagea, l'édition de la revue de 1934 fut enregistrée dans sa totalité, depuis l'ouverture jusqu'à sa clôture, sur des disques 78 tours, qui furent édités par le producteur David Cunard afin de former un album des meilleurs moments de la production. Cet album est sorti en 1997 sur CD.
Le vainqueur de l'Oscar du meilleur film en 1936 était Le Grand Ziegfeld, avec William Powell en premier rôle et Myrna Loy à ses côtés (en tant que seconde femme de Ziegfeld, Billie Burke), Luise Rainer (Anna Held, qui gagna l'Oscar de la meilleure actrice) et Frank Morgan (le rival). Le film donne un aperçu de ce que les Follies étaient réellement.
Il y a eu aussi en 1945 un film intitulé Ziegfeld Follies, avec notamment Fred Astaire, Judy Garland, Lena Horne, William Powell, Gene Kelly, Fanny Brice, Red Skelton, Esther Williams, Cyd Charisse, Lucille Ball et Kathryn Grayson, qui montre des chansons et des spectacles similaires à ceux des Follies.

## Les Follies

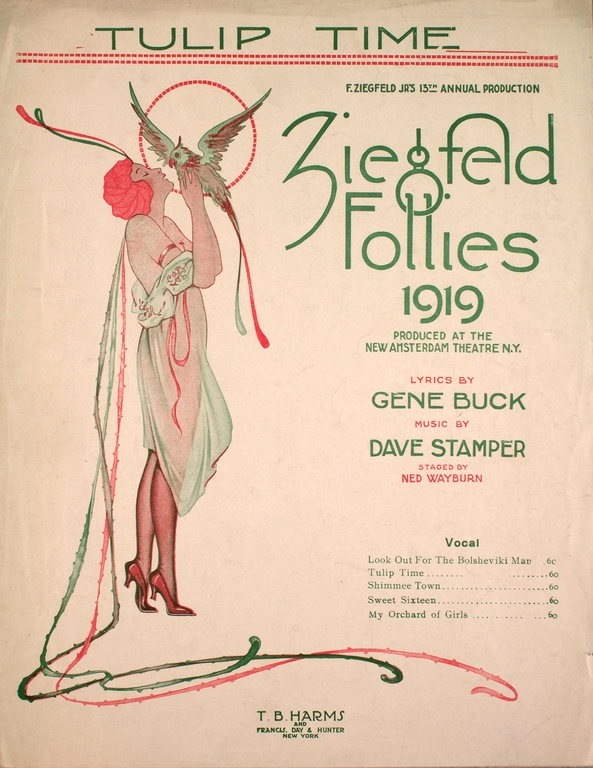
Poster des Ziegfeld Follies de 1919.

- Follies de 1907 au Jardin de Paris sur les toits du New York Theatre
- Follies de 1908 au Jardin de Paris
- Follies de 1909 au Jardin de Paris
- Follies de 1910 au Jardin de Paris
- Ziegfeld Follies de 1911 au Jardin de Paris
- Ziegfeld Follies de 1912 au Moulin Rouge
- Ziegfeld Follies de 1913 au New Amsterdam Theatre
- Ziegfeld Follies de 1914 au New Amsterdam Theatre
- Ziegfeld Follies de 1915 au New Amsterdam Theatre
- Ziegfeld Follies de 1916 au New Amsterdam Theatre
- Ziegfeld Follies de 1917 au New Amsterdam Theatre
- Ziegfeld Follies de 1918 au New Amsterdam Theatre
- Ziegfeld Follies de 1919 au New Amsterdam Theatre
- Ziegfeld Follies de 1920 au New Amsterdam Theatre
- Ziegfeld Follies de 1921 au Globe Theatre
- Ziegfeld Follies de 1922 au New Amsterdam Theatre
- Ziegfeld Follies de 1923 au New Amsterdam Theatre
- Ziegfeld Follies de 1924 au New Amsterdam Theatre
- Ziegfeld Follies de 1925 au New Amsterdam Theatre
- Ziegfeld Follies de 1927 au New Amsterdam Theatre
- Ziegfeld Follies de 1931 au Ziegfeld Theatre
- Ziegfeld Follies de 1934 au Winter Garden Theatre
- Ziegfeld Follies de 1936 au Winter Garden Theatre
- Ziegfeld Follies de 1943 au Winter Garden Theatre
- Ziegfeld Follies de 1957 au Winter Garden Theatre

## Artistes: année par année

### 1907
- Grace La Rue
- Emma Carus
- Harry Watson
- Helen Broderick
- Anna Held
- Mlle Dazie[1]
- Nora Bayes (rejoint le casting vers la fin)

### 1908

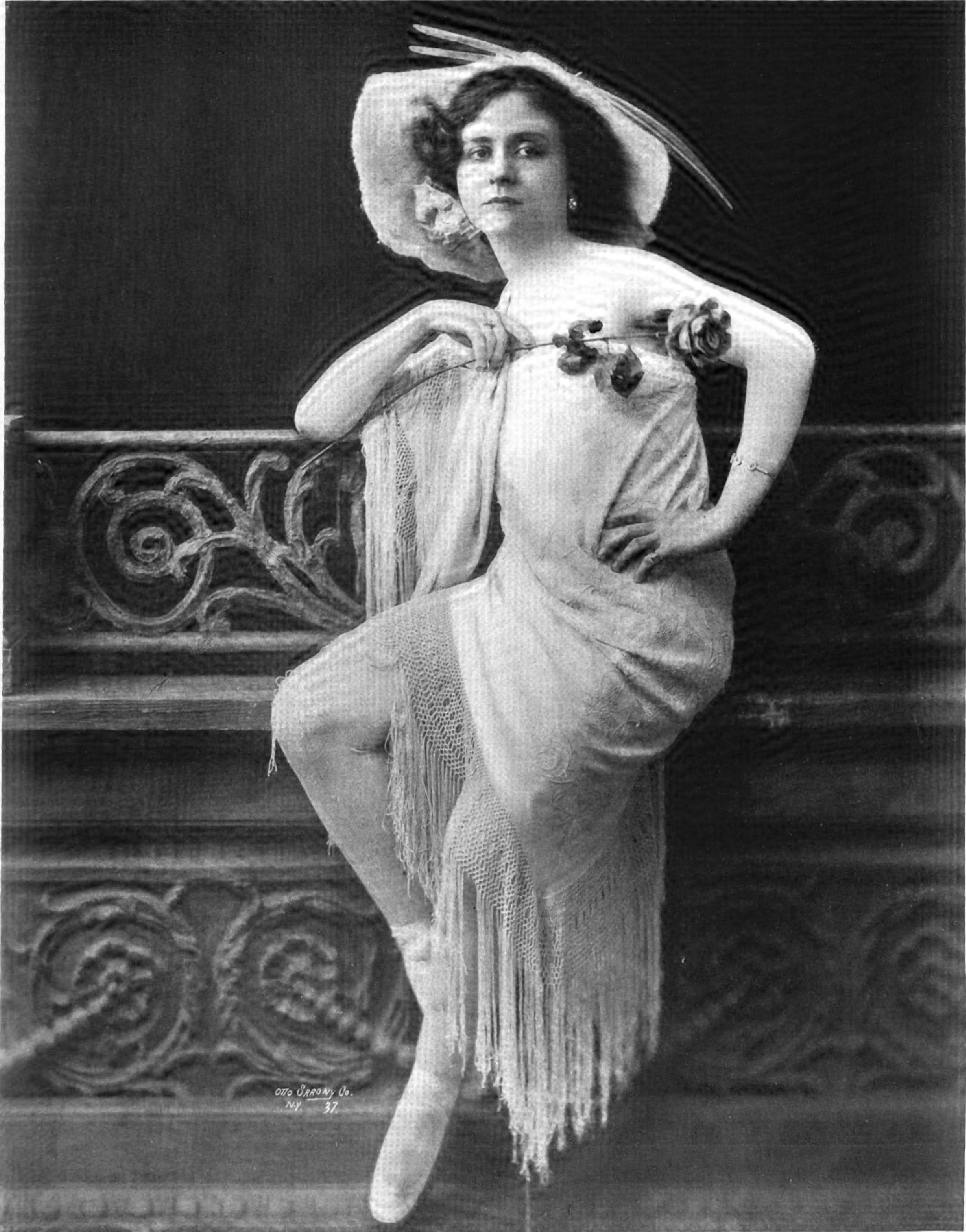
Mlle. Dazie (1908).

- Nora Bayes
- Grace La Rue
- Mlle Dazie
- Harry Watson
- Marjorie Bonner

### 1909
- Lillian Lorraine
- Bessie Clayton
- Sophie Tucker
- Nora Bayes
- Jack Norworth (en)
- Eva Tanguay (rejoint le casting à mi-parcours)

### 1910
- Fanny Brice
- Bert Williams (en)
- Lillian Lorraine
- Anna Held (dans une séquence filmée)

### 1911
- Fanny Brice
- Bert Williams (en)
- The Dolly Sisters
- Lillian Lorraine
- Leon Errol
- Vera Maxwell
- Bessie McCoy

### 1912
- Bert Williams (en)
- Elizabeth Brice
- Leon Errol
- Ray Samuels
- Lillian Lorraine
- Harry Watson

### 1913
- Leon Errol
- Frank Tinney
- Jose Collins
- Ann Pennington
- Ian Maclaren
- Shannon Day
- Elizabeth Brice

### 1914
- Ed Wynn
- Leon Errol
- Bert Williams (en)
- Annette Kellermann
- Vera Maxwell
- Ann Pennington
- Kay Laurell
- Vera Michelena

Arthur Deagon, May Leslie, Gertrude Vanderbilt, Kitty Doner, Louise Meyers, George McKay, Rita Gould

### 1915
- Leon Errol
- W. C. Fields
- Ann Pennington
- Ed Wynn
- Bert Williams (en)
- Ina Claire
- Justine Johnstone
- Mae Murray
- Kay Laurell
- Les Ziegfeld Girls (Helen Barnes, Marion Davies, Odette Myrtil et Olive Thomas)
- Gladys Loftus

George White, Lucille Cavanaugh, Bernard Granville, Carl Randall, Helen Rook, Phyl Dwyer, Will West, les Oakland Sisters, Charles Purcell.

### 1916
- Bert Williams (en)
- Fanny Brice
- W. C. Fields
- Ina Claire
- Will Rogers
- Ann Pennington
- Allyn King
- Helen Barnes
- Gladys Loftus[2],[3].

### 1917
- Bert Williams (en)
- Fanny Brice
- Eddie Cantor
- Will Rogers
- Dolores
- The Fairbanks Twins
- Helen Barnes

Kay Laurell, Marion Davies, Kathryn Perry, Peggy Hopkins Joyce, Gladys Loftus, Marcelle Earle, Margaret Irving, Dinazarde, Justine Johnstone, Allyn King , Lilyan Tashman, Annette Bade, Rubye DeRemer, Olive Thomas, Nita Naldi, Mauricette, Phyliss, Mary Hay, Martha Mansfield, Alta King, Billie Dove, Dorothy Mackaill.
Les favorites du sultan  sont Jessica Reed, Billie Dove, Ruth Taylor et Margaret Irving,.

### 1918
- Eddie Cantor
- W. C. Fields
- Marilyn Miller
- Ann Pennington
- Lillian Lorraine
- Frank Carter
- Joe Frisco
- Bert Savoy
- Jay Brennan
- The Fairbanks Twins
- Allyn King
- Walter Catlett
- Kay Laurell
- Pauline Hall
- Helen Barnes

### 1919
- Marilyn Miller
- Eddie Cantor
- Bert Williams (en)
- Simone d'Herlys
- Margaret Irving
- Eddie Dowling
- John Steel
- Johnny and Ray Dooley
- Van and Schenck
- The Fairbanks Twins
- Allyn King
- Delyle Alda
- Alta King
- Mauresette

Hazel Washburn , Martha Pierre , Jessie Reed.

### 1920

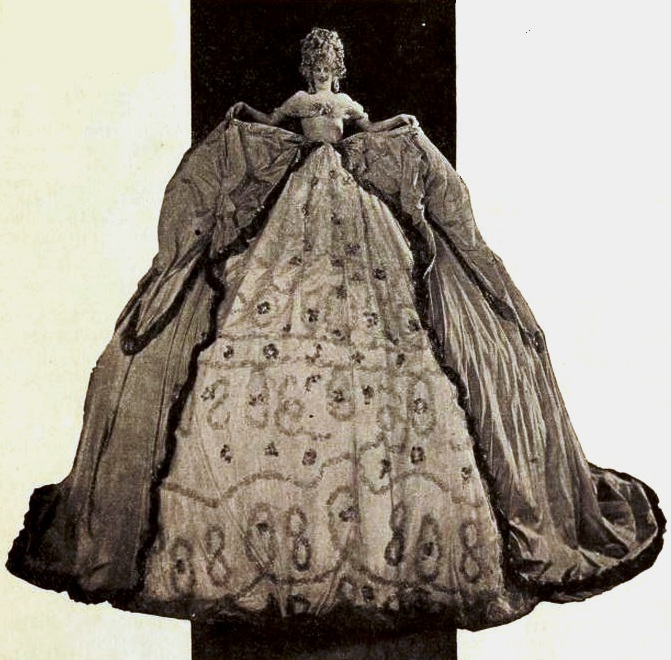
Lillian Lorraine en 1920 aux Ziegfeld Follies.

- Fanny Brice
- W. C. Fields
- Mary Eaton
- Jack Donohue
- Bernard Granville
- Charles Winninger
- Van and Schenck
- Ray Dooley
- Moran and Mack
- Art Hickman's Orchestra
- Margaret Irving
- Lillian Lorraine
- Jacqueline Logan
- Avonne Taylor
- Allyn King
- Delyle Alda
- Alta King
- Jessie Reed
- Gladys Loftus

### 1921
Après une avant-première à Atlantic City, les Ziegfeld Follies de 1921 ont ouvert leurs portes au Globe Theatre de New York le 21 juin,. Avec deux actes et vingt-neuf scènes; Parmi les interprètes:
- Fanny Brice
- W. C. Fields
- Raymond Hitchcock
- Van and Schenck
- Helen Lee Worthing
- Avonne Taylor
- Vera Michelena
- Ray Dooley
- Germaine Mitti et son partenaire Eugène Tillio
- Charles O'Donnell
- Mary Eaton
- Florence O'Denishawn
- Jessie Reed
- Gladys Loftus

### 1922
- Gallagher & Shean
- Jack Whiting
- Will Rogers
- Mary Eaton
- Olsen & Johnson
- Gilda Gray
- Martha Lorber
- Helen Lee Worthing
- Avonne Taylor
- Jessie Reed
- Naomi Johnson[11]

### 1923
- Fanny Brice
- Bert Wheeler
- James J. Corbett
- Ann Pennington
- Paul Whiteman
- Marjorie Leet
- Martha Lorber
- Helen Lee Worthing
- Jessie Reed
- Naomi Johnson

Ziegfeld Girls : Emma Klige, Ruth Zoakav, Harriet Fowler, Ferral Dewees, Katherine Gallimore, Florence Kolinsky, Dorothy Van Alst, Mary Bancroft, Claire DeFitamiere, Charlotte Suddath, Margaret Langhorne, Alberta Faust, Dorothy Ellis, Alma Nash, Margaret Sloan, Elizabeth Kay, Lois Blackburn, S. Granzow, Marion Hamilton, Feon Vanmar, Mildred Billert, Linda, Goodie Montgomery, Hetty, Janet Megrew, Doris Wilson, Gladys Coburn, Dottie Wilson. May Daw, Helena D'Algy, Alice Knowlton, Moreno, Martha Pierre, Polly Nally, Vivian Vernon, Gertrude Selden, Addie Rolfe, Helen Henderson, Winton, Catherine Burke, Mary Julian, Betty Warrington, Virginia Beardsley, Bernice Ackerman, Imogene Wilson , Beryl Halley, Marie Dahm, Stella Wooten, Gladys Peterson, Marjorie Leet, Dorothy Van Alst, Dorothy Brown, Elsie Westcott, Louise Carlton, Wilma Ansell, Roberta Grant, Billie Tichenor, Helen Ellsworth, Irma McShane, Nondas Wayne, Joan Waddell. Harriet Mamed, Lois Wilde, Peggy Shannon, Helen Dobbins, Hazel Vergess, Heloise Sheppard, Virginia Magee, Ethel Allis, Thelma Kay, Cynthia Cambridge, Dorothy Brown, Rita Moriarty, Violet Regal, Elsie Westcott, Flo Kennedy.

### 1924-1925
- Will Rogers
- Ann Pennington
- Frank Tinney
- Lupino Lane
- Ethel Shutta
- Vivienne Segal
- Ray Dooley (rejoint le casting plus tard)
- W. C. Fields (rejoint le casting plus tard)
- Louise Brooks
- Noel Francis
- Marjorie Leet
- Martha Lorber
- Dorothy Knapp
- Germaine Mitti et Eugène Fressé dit Tillio pour l'édition d'automne[12].
- Alice Wilkie
- Gladys Loftus
- Naomi Johnson

### 1927-1928
- Eddie Cantor[13]
- Cliff Edwards
- Ruth Etting
- The Brox Sisters
- Claire Luce
- Claudia Dell
- Barbara Weeks
- Marjorie Leet
- Irene Delroy
- Muriel Finley
- Blanche Satchel
- Myrna Darby
- Jean Ackerman
- Frances Upton

### 1931
- Harry Richman
- Jack Pearl
- Ruth Etting
- Helen Morgan
- Hal LeRoy
- Mitzi Mayfair
- Albert Carroll
- John Bubbles
- Faith Bacon[14].
- Caja Eric
- Jean Howard
- Dorothy Flood
- Blanche Satchel
- Virginia Biddle
- Gladys Glad
- Helen Walsh
- Frieda Mierse

Earl Oxford, Buck & Bubbles, les Collette Sisters, Grace Moore, Ethel Borden, Dorothy Dell, Cliff Hall, Milt & Frank Britton's Band, Reri. Musique et sketchs de Gene Buck, Dave Stamper, Mark Hellinger, J. P. Murray, Barry Trivers, Ben Oakland, Walter Donaldson, Dr Hugo Reisenfeld, Dimitri Tiomkin, Harry Revel et Mack Gordon. Danses de Bobby Connolly. Ballets d'Albertina Rasch. Décors de Joseph Urban. Costumes de John Harkrider. Mise en scène par Edward C. Lilley. 165 représentations.

### 1934
- Fanny Brice
- Howard Brothers
- Jane Froman
- Buddy Ebsen (et sa sœur Vilma)
- Patricia Bowman
- Robert Cummings (alors connu sous le nom de Brice Hutchins),
- Everett Marshall (singer) (en),
- Eve Arden

### 1936
- Fanny Brice
- Bob Hope
- Joséphine Baker
- Gertrude Niesen[15]
- The Nicholas Brothers
- Eve Arden
- Gertrude Niesen
- Judy Canova
- Cherry Preisser
- June Preisser (en)
- Gypsy Rose Lee (remplacement)
- Bobby Clark (remplacement)

### 1943
- Milton Berle
- Arthur Treacher
- Ilona Massey
- Dean Murphy
- Jack Cole
- Eric Blore (remplacements)

### 1956
- Tallulah Bankhead
- Carol Haney
- Bea Arthur
- Julie Newmar

### 1957
- Beatrice Lillie
- Jane Morgan
- Billy De Wolfe